# الأطاولة
الأطاولة قرية تراثية، تقع في محافظة القرى شمال منطقة الباحة في المملكة العربية سعودية.

## الموقع
تقع في محافظة القرى ما بين محافظة الطائف ومدينة الباحة وتبعد عن مدينة الباحة بمسافه 32 كيلا تقريبا تسكنها قبيلة قريش زهران، وتقع على هضبة تتوسط وادي قريش الذي يقع بين جبلين عملاقين سميا بالجبل الشرقي وهو يحدها من الشرق والجبل البحري ويحدها من الغرب ويحدها من يمنا اي الجنوب قريه الحميدان ومن شاما اي الشمال قريه بني محمد والقهاد ف (شرقا و بحرا ويمنا وشاما)ماهي إلا تسميات عربية جرت العرب على هذه التسميات نسبه إلى الاتجاهات .

## المناخ
مناخها معتدل حيث يكون الجو في الصيف دافئا تتخلله الأمطار أحيانا وفي الشتاء أجواء باردة مصحوب بالضباب وزخات من المطر. وتعد الأطاولة من المصائف الرائعة الأجواء وتضم العديد من المواقع الأثرية النادرة.

## الأسواق الشعبية
- سوق الربوع الشهير في الأطاولة الذي يعقد يوم الأربعاء أسبوعيا له هيئة تشرف عليه ولوائح تؤمن سلامة مرتاديه وبضائعهم، وتضمن تنقلهم في الأطاولة لمدة ثلاثة أيام قبل السوق ويوم السوق ويوم بعد السوق، وما زال السوق قائماً تباع فيه الاغنام والحبوب وغيرها من التجارة القديمة ولكن الإقبال على السوق ليس كبيراً لوجود أسواق تجارية حديثة وكل ما يحتاجه المواطن.

## نبذة
تعتبر الأطاولة الأكبر مساحة في محافظة القرى، وهي مقر للدوائر الحكومية، وتاريخيا اعتبرت الأطاولة مركزاً تجاريا وسياسيا ورجع ذلك إلى وقوع «سوق ربوع قريش» فيه حيث اعتبرت الأسواق في القدم مركزا ثقافيا وسياسيا، وكان لها في السابق أهمية كبرى لدى العرب وكما كانت الأكثر نهوضا وتطورا ففيها افتتحت أول المراكز التعليمية والتعليم النظامي ولذلك فقد كانت مركزا يمثل تجمعات المنطقة والقرى المجاورة.

## معرض الصور

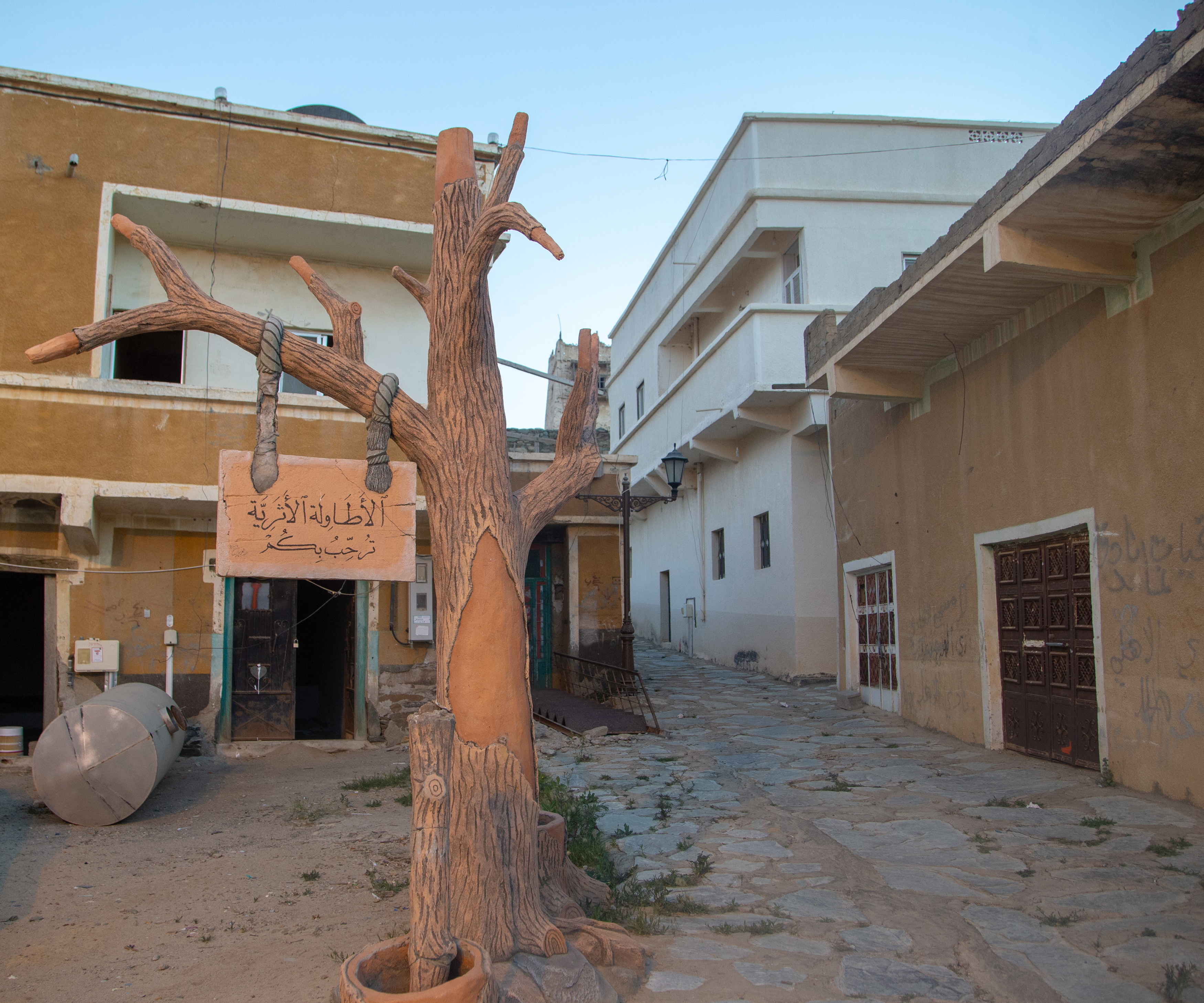
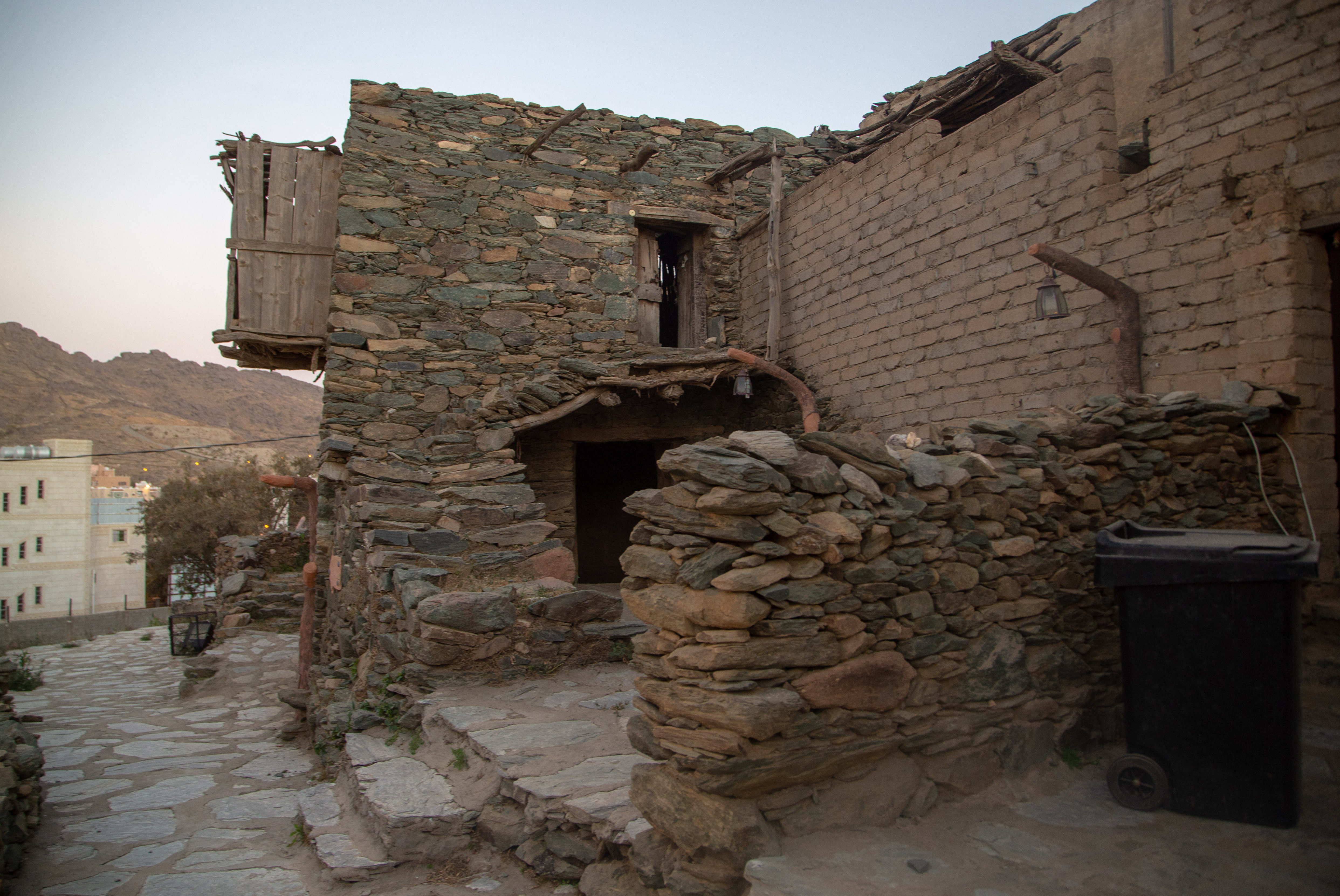
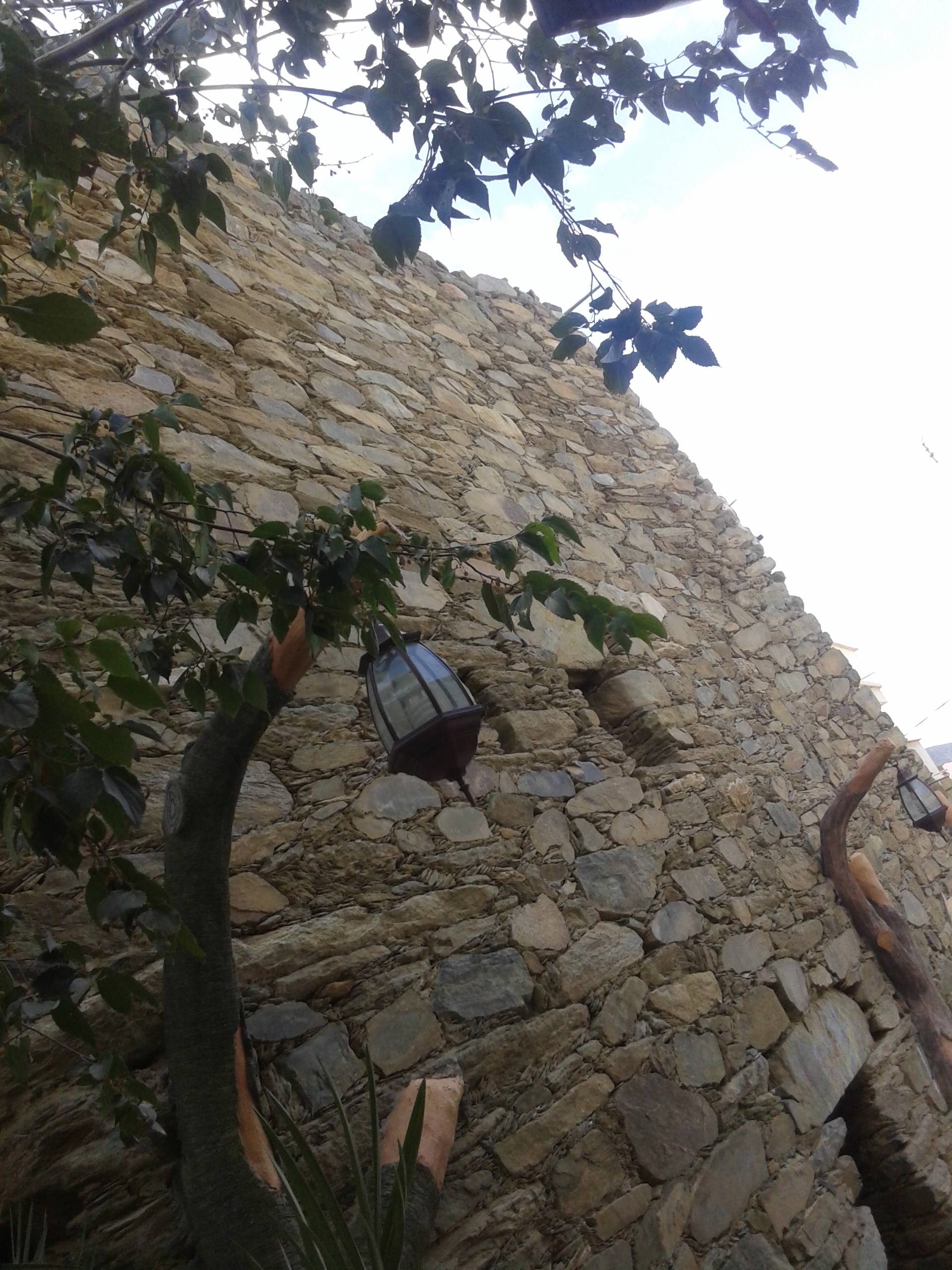
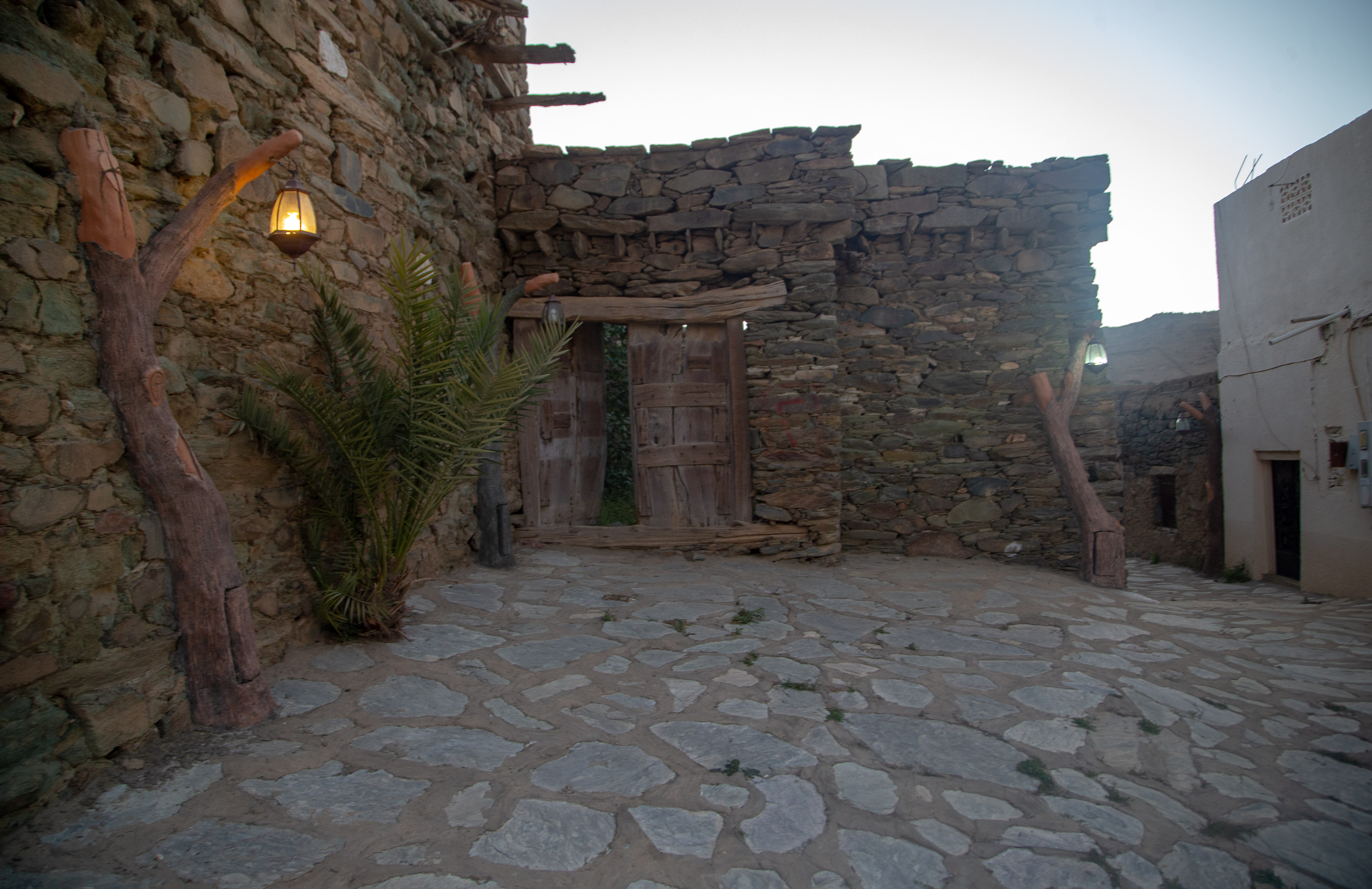
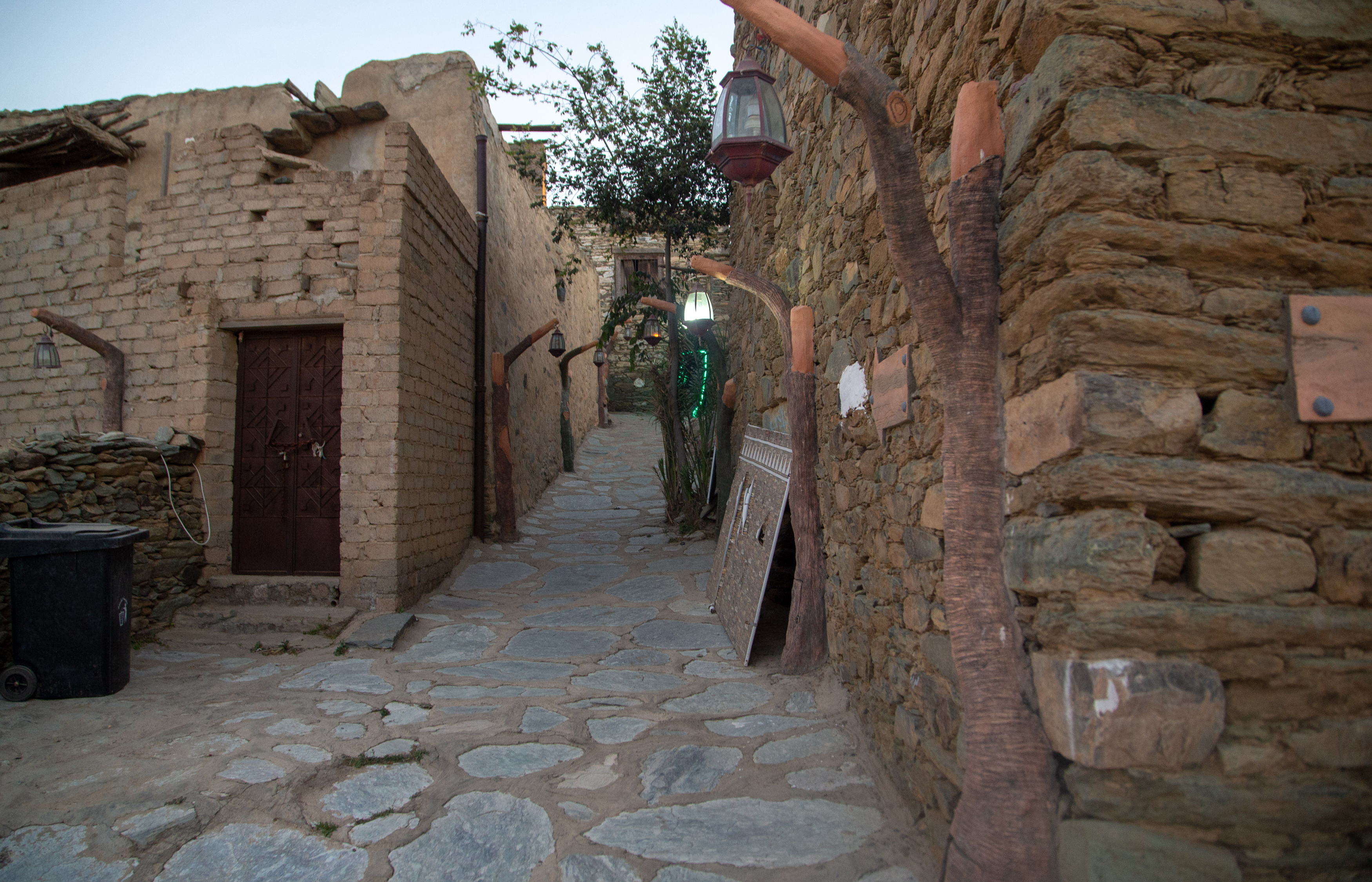
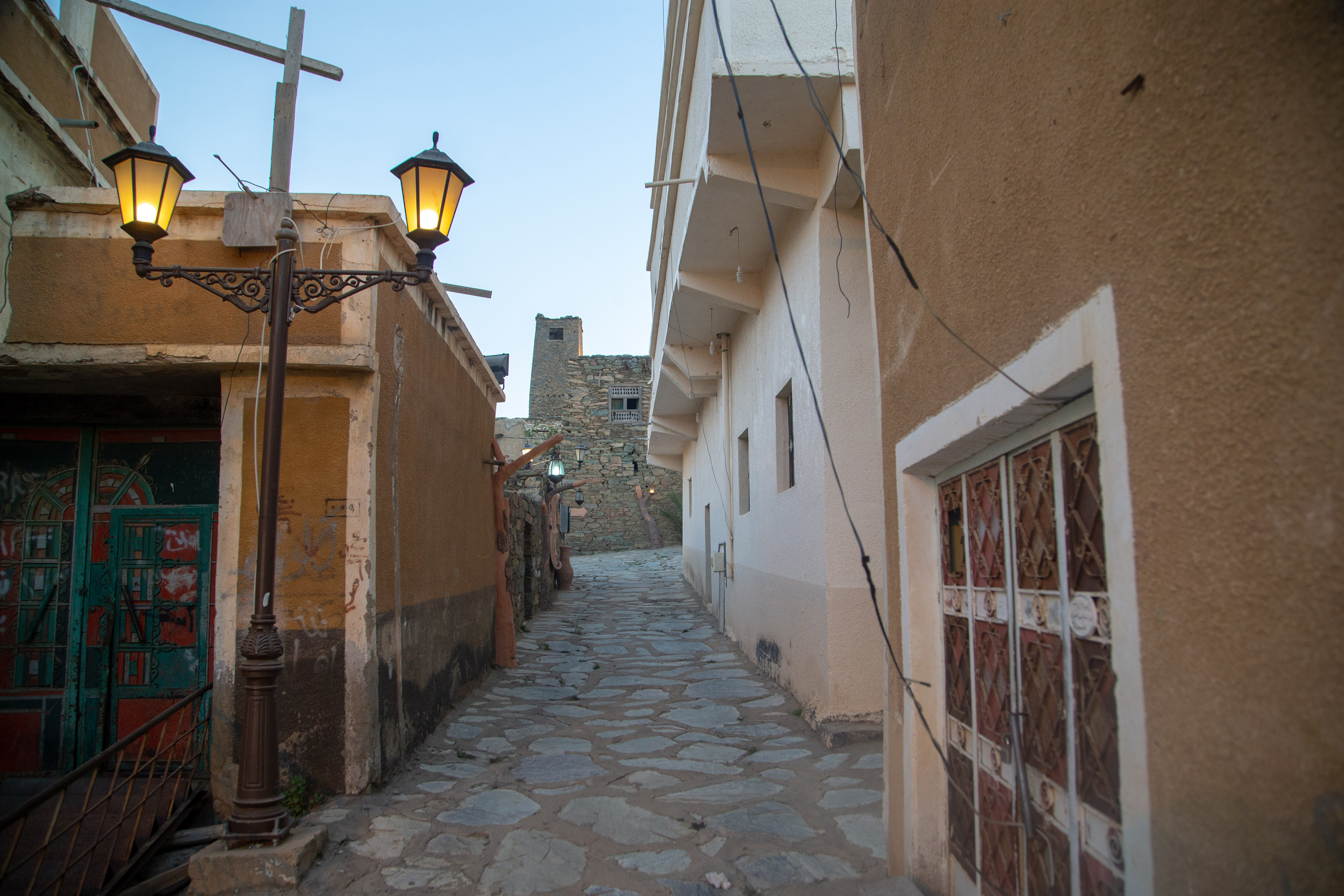
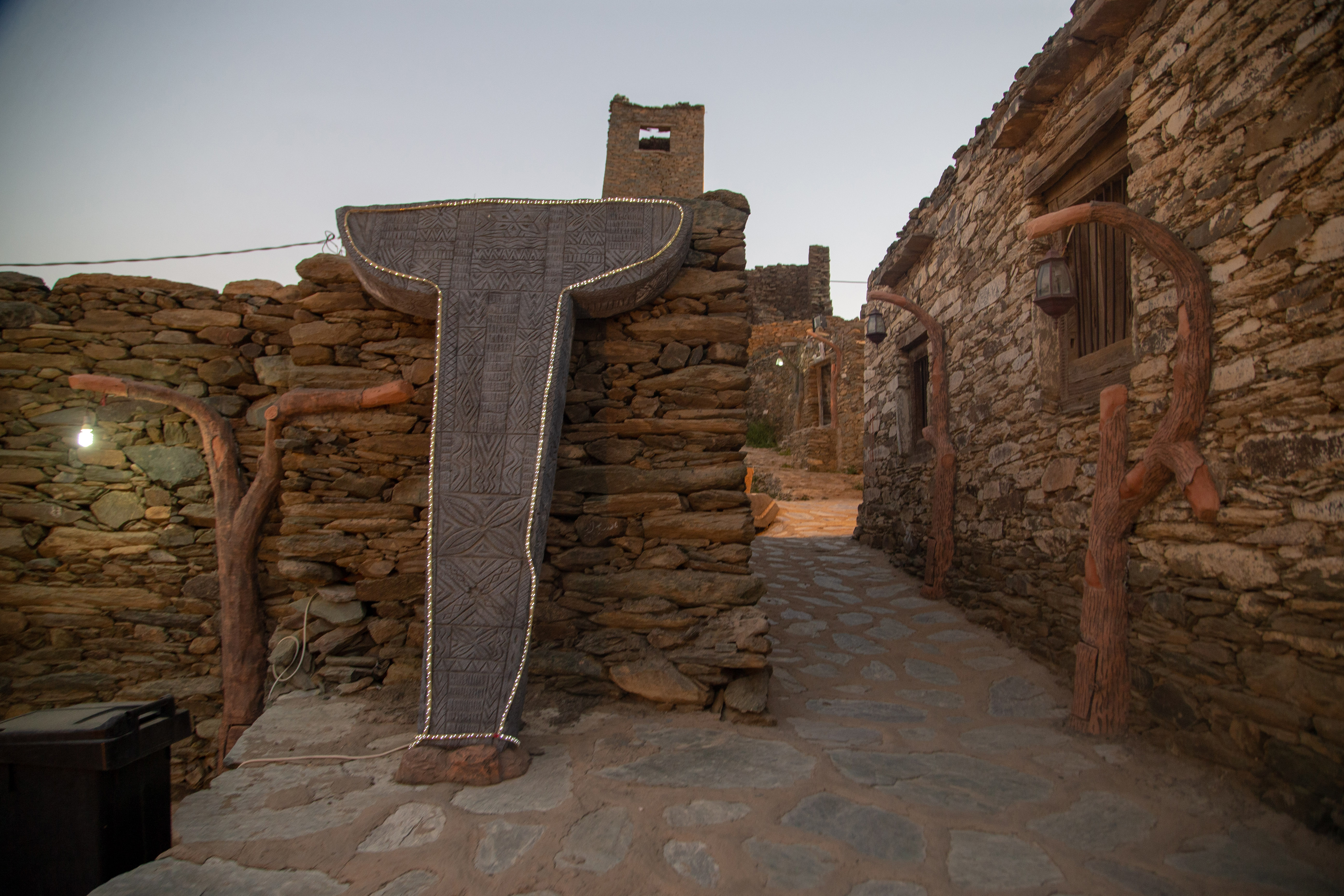
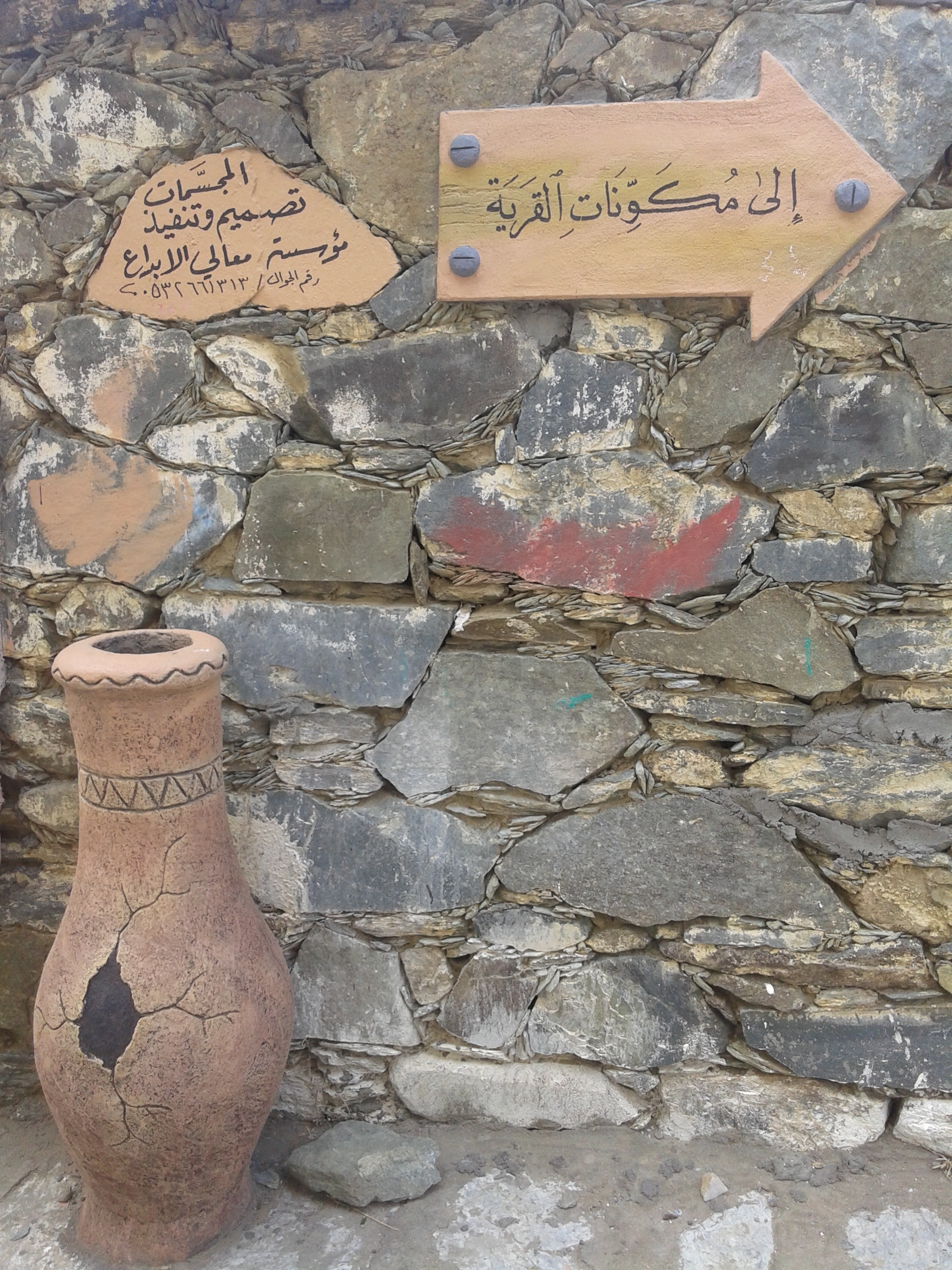